# 玉溪聂耳故居
玉溪聂耳故居位于云南省玉溪市红塔区玉兴路街道北门街3号，荷花公园西北方，是中国著名音乐家聂耳的祖宅，由聂耳的曾祖父聂联登于清末修建，为座东朝西两层土木结构，瓦顶起脊旧式楼房，后面连接两层两间半的耳房。1927年7月20日（农历六月二十二日）至8月7日（农历七月初十），聂耳曾在此复习功课准备报考省师。1992年2月，玉溪市人民政府对聂耳故居重新修缮、扩建，使其面积达到1,530平方米，并建造聂耳塑像。1998年11月，云南省政府将聂耳故居公布为第五批省级重点文物保护单位。为纪念聂耳逝世70周年及举办首届“聂耳纪念日”活动，于2005年3月至5月再次对故居进行了修缮。2005年5月23日成立“玉溪市红塔区聂耳故居管理所”，2013年更名为“玉溪市红塔区聂耳故居纪念馆”。

## 图集

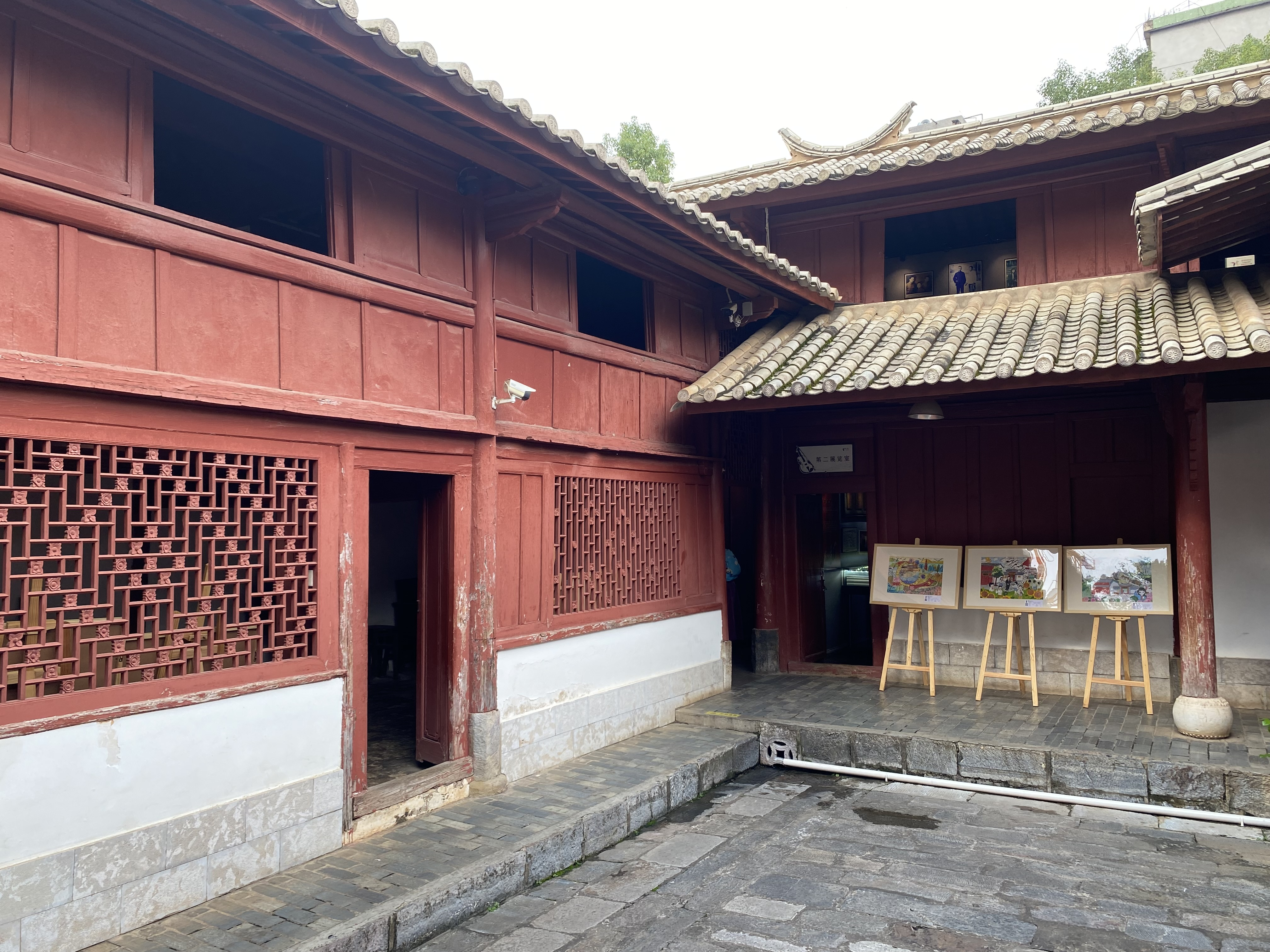
天井
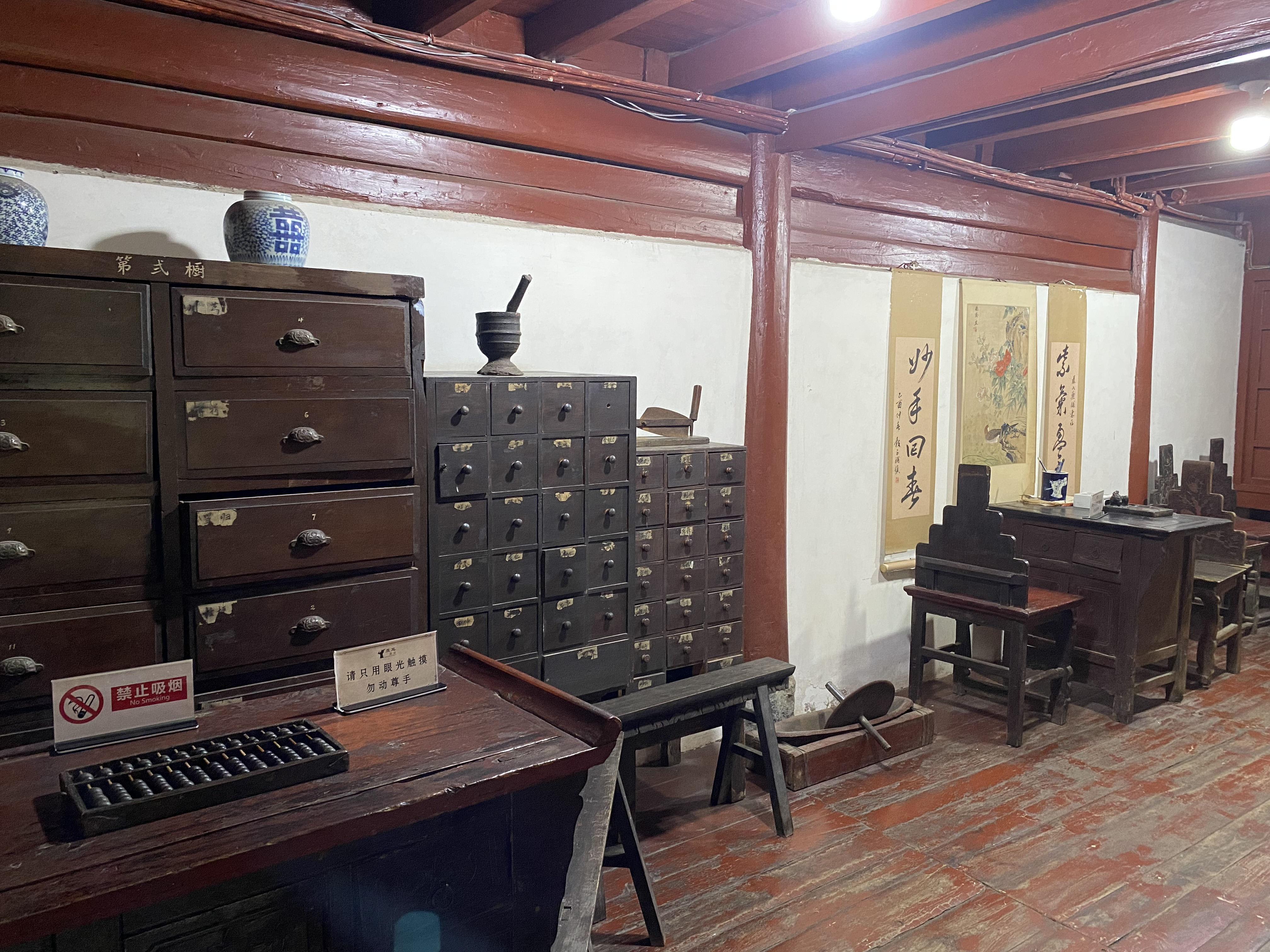
聂鸿仪中药铺
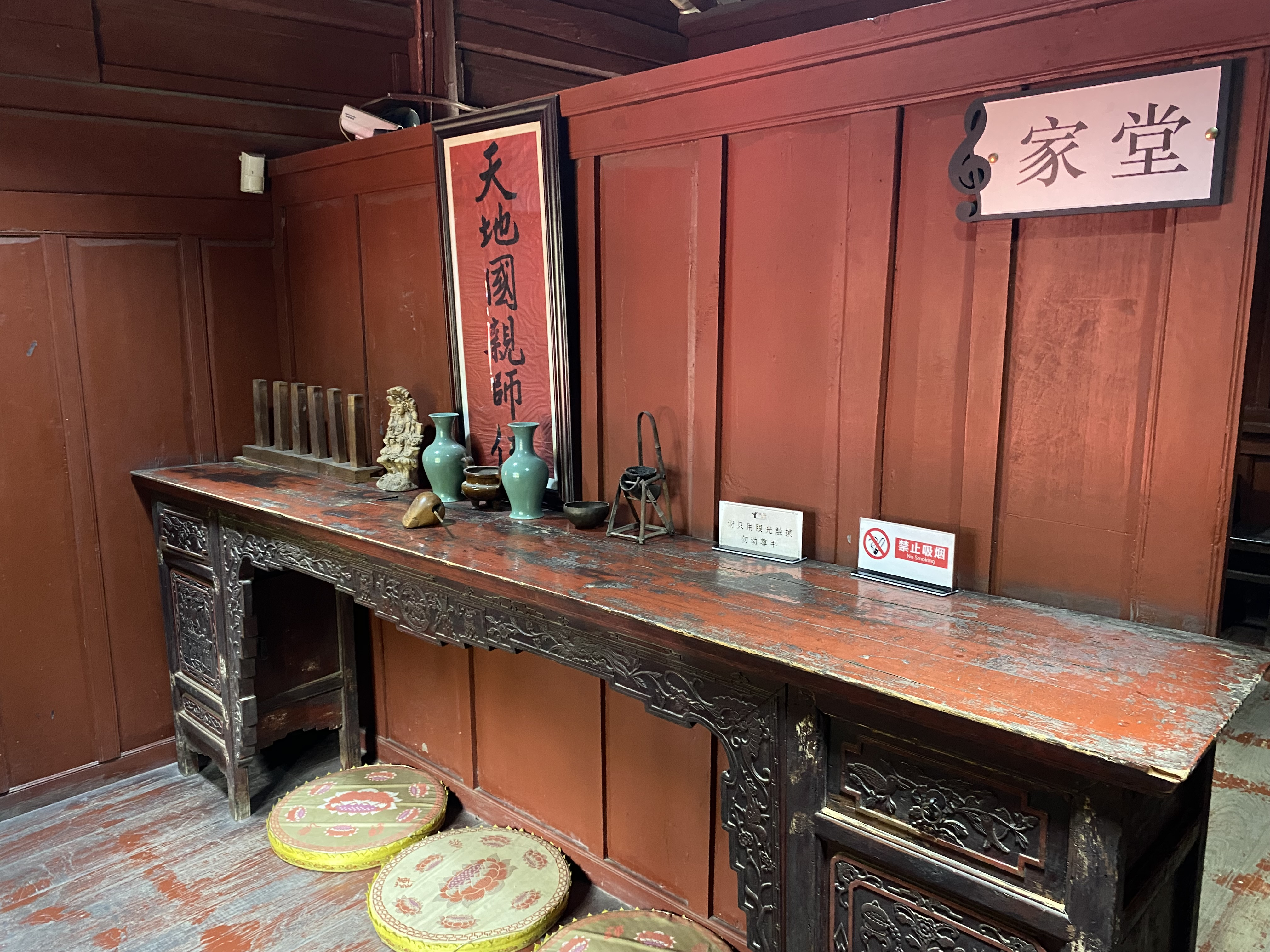
家堂
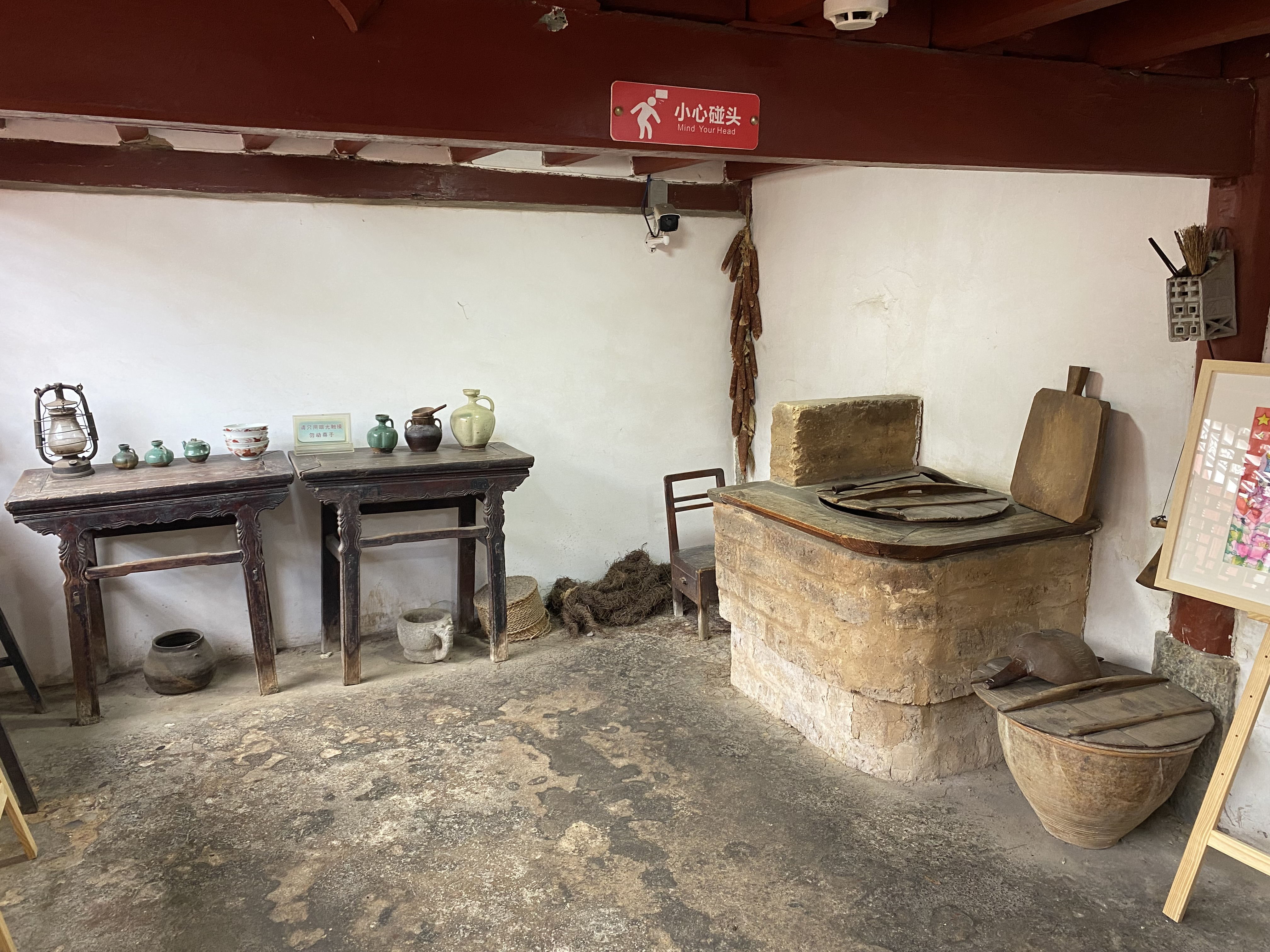
厨房
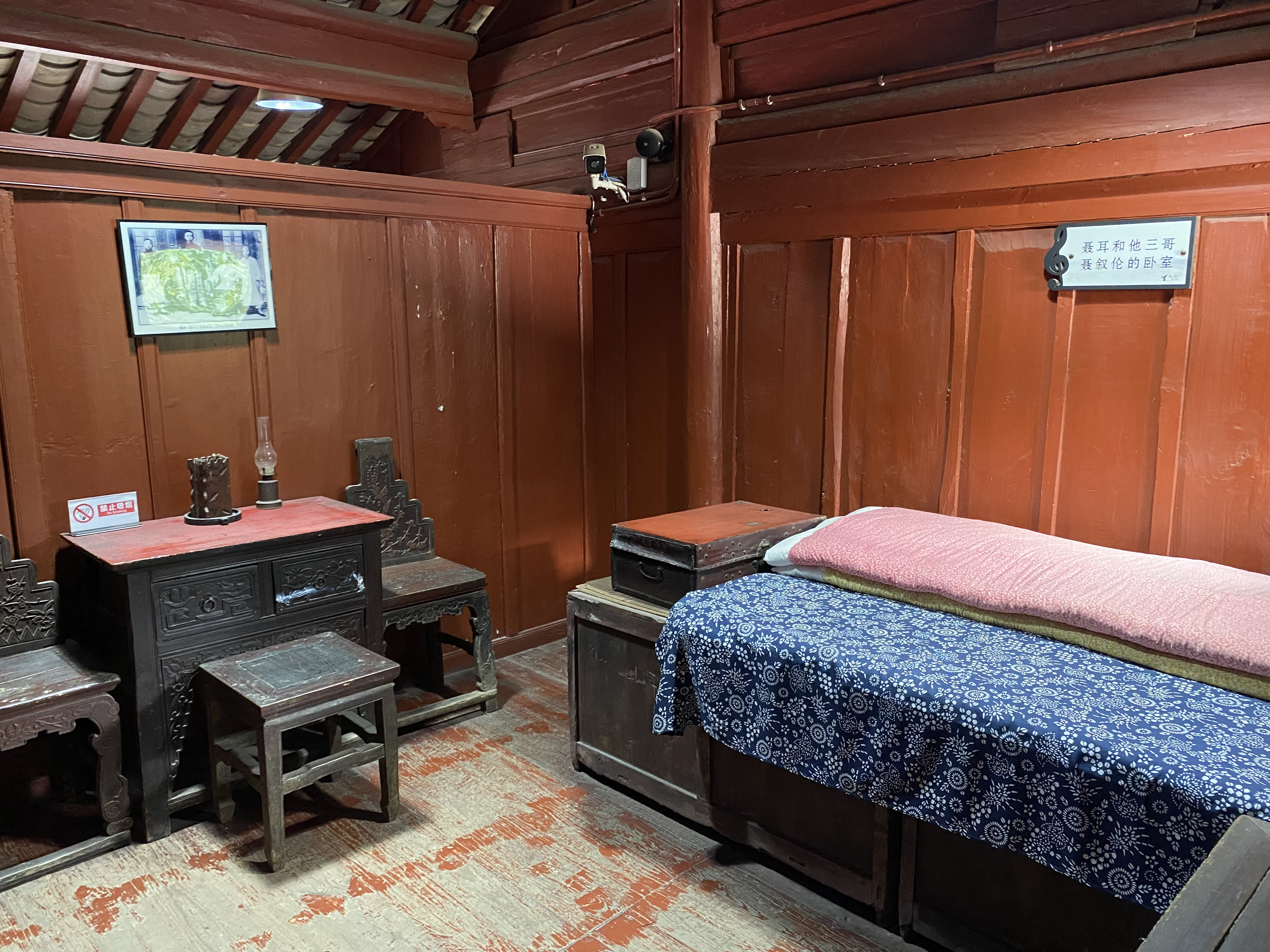
聂耳和三哥聂叙伦卧室